# Länsväg 316
De Zweedse weg 316 (Zweeds: Länsväg 316) is een provinciale weg in de provincie Jämtlands län in Zweden en is circa 22 kilometer lang. Een van de grote vakantiecentra van Zweden ligt aan deze weg: Klövsjö.
De weg ligt tussen Åsarna, een kerkdorp, en een kruispunt aan de Länsväg 315 van Vemdalen naar Rätan. De weg gaat over een bergrug in het Zweedse landschap, die twee meren van elkaar scheidt; het Klövsjön een Nästelsjön. De bergrug heeft hier twee pieken van boven de 700 meter.

## Plaats langs de weg
- Klövsjö

## Knooppunten
- Länsväg 315 (begin)
- E45 richting Åsarna (einde)